# La Défense Lincoln (série télévisée)
Cet article concerne la série télévisée. Pour le film, voir La Défense Lincoln.
Production
Diffusion
La Défense Lincoln (The Lincoln Lawyer) est une série télévisée américaine créée par David E. Kelley. La première saison publiée le 13 mai 2022 sur Netflix est une adaptation du roman Le Verdict du plomb (The Brass Verdict) de Michael Connelly publié en 2008. La série met en scène le personnage de Mickey Haller (en), introduit dans le roman La Défense Lincoln (adapté au cinéma dans un film sorti en 2011).

## Synopsis

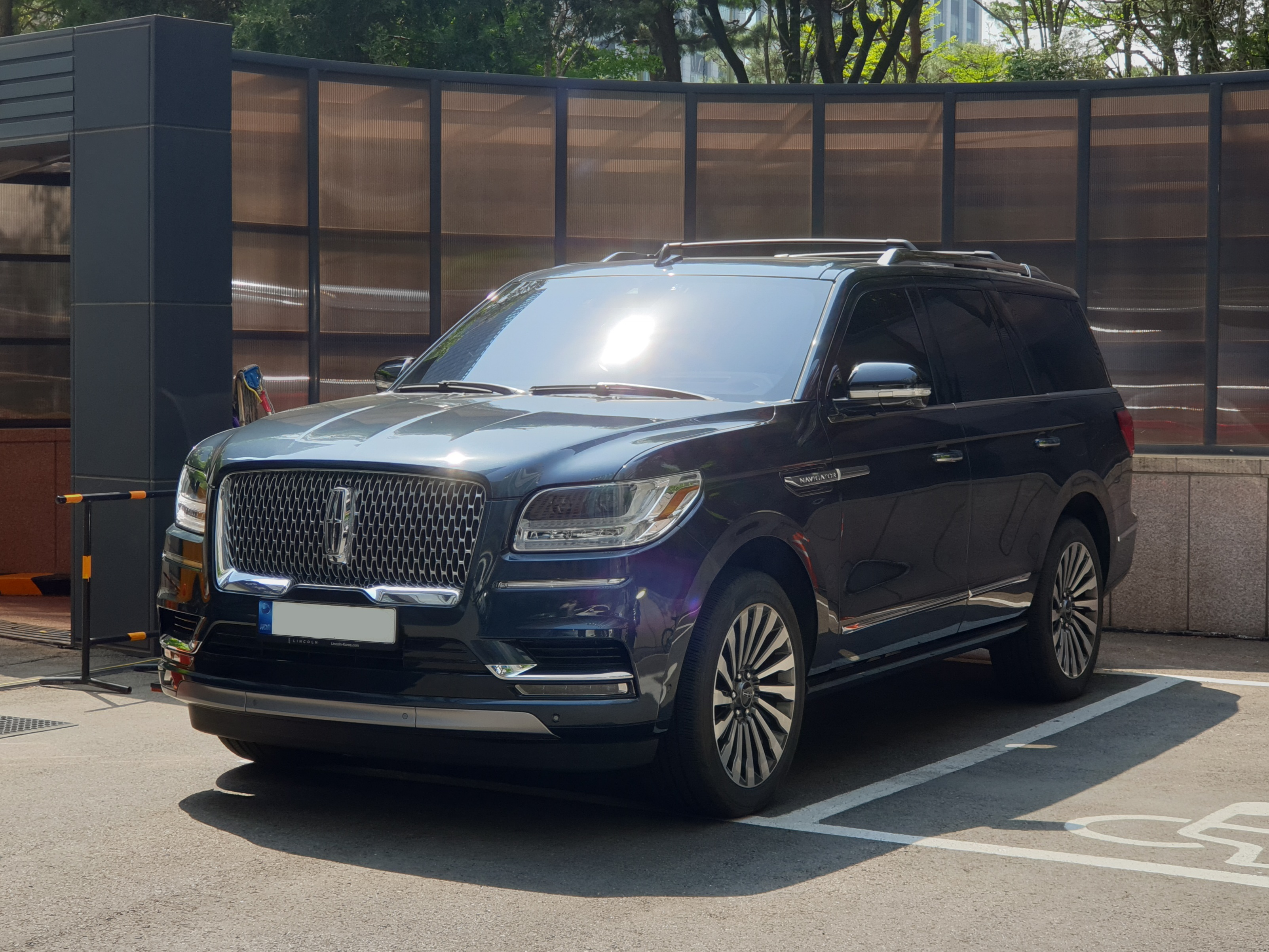
Une Lincoln Navigator assez similaire à celle de Michael Haller.

Après s'être mis en retrait pour soigner son addiction aux antalgiques, l'avocat Mickey Haller reprend son rôle d’avocat à Los Angeles. Il travaille souvent à bord de sa Lincoln Navigator, conduite par Izzy qui s’assurera de sa réhabilitation. Un confrère se fait assassiner et lui lègue son cabinet. Mickey hérite également de sa clientèle notamment l'affaire d'une célébrité accusée de meurtre.

## Distribution

### Acteurs principaux
- Manuel Garcia-Rulfo (VF : Valentin Merlet) : Mickey Haller (en), avocat de la défense et ancien addict
- Becki Newton (VF : Barbara Beretta) : Lorna Crain, seconde femme de Mickey et assistante juridique
- Jazz Raycole (VF : Amélia Éwu) : Izzy Letts, ancienne addict et cliente de Mickey, devenue son chauffeur
- Angus Sampson (VF : Jérémie Covillault) : Dennis « Cisco » Wojciechowski, ami de Mickey, compagnon de Lorna et enquêteur de référence
- Neve Campbell (VF : Sylvie Jacob) : Margaret « Maggie McFierce[1] » McPherson, première femme de Mickey et procureure (saisons 1, 2 et 3)

### Acteurs récurrents
- Krista Warner (VF : Clotilde Verry) : Hayley Haller, fille de Mickey Haller (saisons 1, 2 et 3)
- Ntare Mwine (VF : Lucien Jean-Baptiste, saison 1 ;  VF : Pierre Saintons, 2e voix) : Raymond Griggs, inspecteur de police (saisons 1 et 2)
- Elliott Gould (VF : Paul Borne) : Legal Siegal (saisons 1, 2 et 3)
- Christopher Gorham (VF : Julien Allouf) : Trevor Elliott, suspect d'un double meurtre (saison 1)
- Michael Graziadei (VF : Nessym Guetat) : Jeff Golantz, procureur adjoint (saison 1)
- Lana Parrilla (VF : Nathalie Homs) : Lisa Trammell, accusée de meurtre (saison 2)
- Angélica María : Elena, la mère de Mickey Haller (saison 2)
- Marlène Forte (VF : Anne Plumet) : Juge Teresa Medina (saison 2)
- Yaya DaCosta (VF : Fily Keita) : Procureure adjointe Andrea Freemann (saisons 2 et 3)
- Fiona Rene (VF : Laëtitia Lefebvre) : Glory Days (saisons 2 et 3)

### Invités

#### Saison 1
- Lisa Gay Hamilton (VF : Delphine Braillon) : la juge Mary Holder
- Jamie McShane (VF : Pierre-François Pistorio) : inspecteur Lee Lankford
- Reggie Lee (VF : Jérémy Bardeau) : Angelo Soto
- Carlos Bernard : le procureur de district Robert Cardone
- Kim Hawthorne : Janelle Simmons
- Lamont Thompson (VF : Jean-Paul Pitolin) : juge James P. Stanton
- Saul Huezo (VF : Benjamin Penamaria) : Jésus Menendez
- Douglas Bennett (VF : Emmanuel Karsen) : Pete Kazinsky « Kaz »
- Chris Browning (VF : Julien Kramer) : Teddy Vogel

#### Saison 2
- David Clayton Rogers (VF : Arnaud Léonard) : Russell Lawson
- Carolyn Mignini (VF : Gaëlle Savary) : Juge Sandy Lockett
- Matt Angel (VF : Mathias Kozlowski) : Henry Dahl
- Joanne Baron (VF : Cécile Arnaud) : Margo Schafer
- Adam J. Harrington (VF : Cédric Dumond) : Jeff Trammell
- Elizabeth Anweis (VF : Laura Pelerins) : Hannah Gates
- Michael A. Goorjian (VF : Jérémy Bardeau) : Alex Grant
- Ryan W. Garcia (VF : Jonathan Amram) : René

#### Saison 3
- Paul Ben-Victor : Sylvester "Sly" Funaro Sr.
- Devon Graye (VF : Grégory Laisné) : Julian La Cosse
- Allyn Moriyon : Eddie Rojas
- Holt McCallany (VF : Guillaume Orsat) : Neil Bishop
- John Pirruccello : Bill Forsythe
- Wolé Parks : David Henry Lyons
- Merrin Dungey : la Juge Regina Turner
- Philip Anthony-Rodriguez : Adam Suarez, procureur général
- Angie Campbell : Jessica, stagiaire dans le cabinet de Mickey Haller
- Tania Raymonde: Trina Rafferty.
- Molly Burnett : Kendall Roberts
- Chelsea M. Davis (VF : Anastasia Cassandra) : Vanessa Blake
- Michael Irby : Agent James De Marco
- Christian Antidormi : "Sly" Funaro Jr.
- Arturo Del Puerto (VF : Jonathan Dos Santos) : Hector Moya
- Paul Schulze : Détective Mark Whitten

### Version française
- Adaptation des dialogues : Géraldine Godiet, Cécile Carpentier et Justine Rouzé (s1)
- Studio : Lylo Media (saison 1), Imagine (saison 2)

 Source et légende : version française (VF) sur RS Doublage

## Production

### Genèse et développement
En 2018, David E. Kelley écrit un script spéculatif pour un projet de série télévisée pour la chaine Epix et A+E Studios. Alors que le script n'avance pas, il décide de développer un autre projet avec A+E, un legal drama adapté de la série de romans de Michael Connelly mettant en scène le personnage de Mickey Haller (en). En juin 2019, le projet est commandé par CBS. En février 2020, Ted Humphrey est engagé comme show runner alors que Kiele Sanchez est choisie pour le rôle de Lorna. Angus Sampson et Jazz Raycole sont peu après annoncés dans les rôles respectifs de Cisco et Izzy,.
En mai 2020, il est annoncé que CBS ne donne pas suite au projet, en raison de la pandémie de Covid-19 aux États-Unis. À ce moment, le développement de la série est flou : deux scripts ont été écrits, deux autres sont en gestation alors que Logan Marshall-Green est en négociation pour le rôle principal de Mickey Haller,. En janvier 2021, Netflix reprend la série et commande dix épisodes, alors que treize étaient initialement prévus. Manuel Garcia-Rulfo est alors annoncé dans le rôle principal,.
En février 2021, Neve Campbell et Becki Newton sont annoncées. Angus Sampson et Jazz Raycole sont eux toujours liés à la série malgré le changement de chaine,. Christopher Gorham est annoncé en mars. Le mois suivant, Ntare Mwine rejoint la série, suivi de LisaGay Hamilton, Jamie McShane, Reggie Lee ou encore Krista Warner.
Le 22 juin 2022, la série est renouvelée pour une deuxième saison. En octobre, Lana Parrilla décroche un rôle récurrent.
Le 30 août 2023, la série est renouvelée pour une troisième saison, mais sans Neve Campbell.
Une quatrième saison est commandée le 21 janvier 2025. La production ajoute Constance Zimmer, Marcus Henderson, Gigi Zumbado (en) et Kacey Montoya, Sasha Alexander et Emmanuelle Chriqui, Jason O'Mara, Chef Nancy Silverton (en) et Javon Johnson.

### Tournage
Le tournage débute à Los Angeles le 30 mars 2021,. Il a lieu notamment à Marina Del Rey, Downtown Los Angeles ou encore Wilshire Boulevard.

## Épisodes

### Première saison (2022)
1. Remise en selle (He Rides Again)
2. Une preuve irréfutable (The Magic Bullet)
3. Question de timing (Momentum)
4. La Théorie du chaos (Chaos Theory)
5. Un jury de rêve (Twelve Lemmings in a Box)
6. Véreux (Bent)
7. Le Septième juré (Lemming Number Seven)
8. Le Retour de la preuve (The Magic Bullet Redux)
9. La Vallée de l'étrange (The Uncanny Valley)
10. Le Verdict du plomb (The Brass Verdict)

### Deuxième saison (2023)
Composée de dix épisodes, cette saison est diffusée en deux parties de cinq épisodes, la première le 6 juillet 2023 et la deuxième le 3 août 2023.
1. Les Règles de déontologie (The Rules of Professional Conduct)
2. Les Obligations (Obligations)
3. Conflits d'intérêts (Conflicts)
4. Tant de boites (Discovery)
5. Des Esprits suspicieux (Suspicious Minds)
6. Retrait (Withdrawal)
7. À qui profite… (Cui Bono)
8. Accords et Stipulations (Covenants and Stipulations)
9. Le Cinquième Témoin (The Fifth Witness)
10. Enterrer le passé (Bury Your Past)

### Troisième saison (2024)
Composée de dix épisodes, elle a été mise en ligne le 17 octobre 2024.
1. Le Serpent (La Culebra)
2. Des circonstances toutes particulières (Special Circumstances)
3. Drôles d'alliances (Strange Bedfellows)
4. Retour sur angles morts (Rearview Blind Spots)
5. Ce qui se passe à Victorville… (What Happens in Victorville)
6. Un homme déterminé (Man on Fire)
7. Pertinence (Relevance)
8. L'Homme mystérieux (Mystery Man)
9. Fantômes (Ghosts)
10. Les Dieux du verdict (The Gods of Guilt)

### Quatrième saison (2025)
Elle est prévue pour 2025.